# NeXTcube

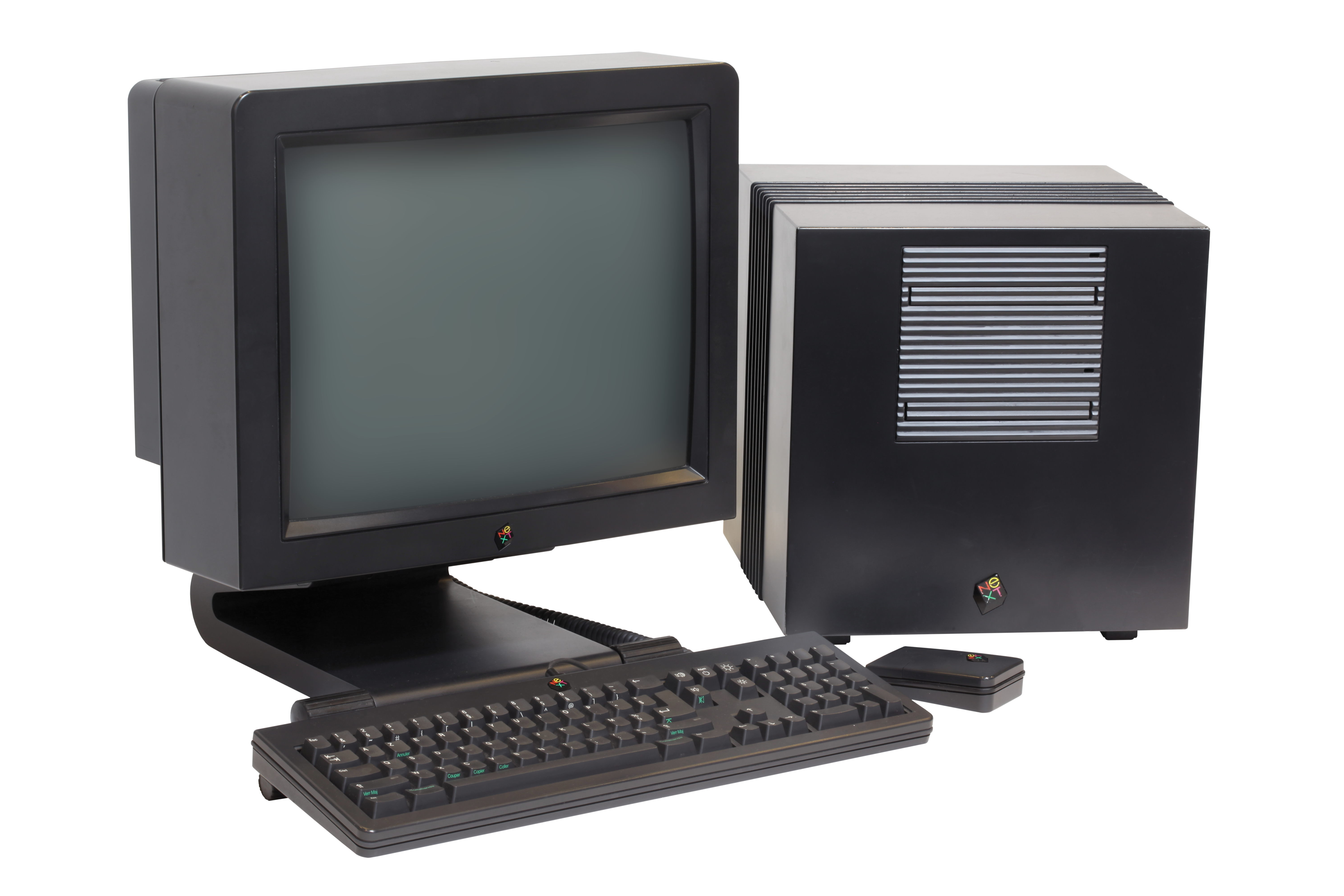
NeXTcube（一式）

NeXTcube（ネクスト・キューブ）は1988年から1993年の間にNeXT Computer社によって開発・製造・販売されたワークステーションである（広告では、スーパー・パーソナル・ワークステーションとしていた）。CPUにMC68030, MC68040、OSとしてNEXTSTEPを搭載し、コンピュータの使われ方が変わるであろう1990年代に向けた、時代を先取りしたコンピュータだった。

## ハードウェア
NeXTcube 030（25MHz）、040（25MHz）、Turbo（33MHz）等のいくつかのモデルが製造されたが、高機能のOSを搭載したゆえに最初のモデルでは動作が非常に遅かったということもあり、商業的には失敗に終わってしまった。MC68030/68040はNEXTSTEPを動かすには性能が不足することは明らかであり、より高速なMC88000の搭載も検討されたが実現しなかった。パフォーマンス問題は後に、i860でDisplay PostScriptを専用に動作させるdimensionボードを搭載することにより改善された。

## 仕様
- ディスプレイ: 1120×832 17インチ (432 mm) 82 ppi グレースケールメガピクセル ディスプレイ
- オペレーティングシステム: NeXTSTEP 2.2 Extended 以降
- CPU:浮動小数点ユニット内蔵 25 MHz 68040
- デジタル信号プロセッサ: 25 MHz Motorola DSP56001
- RAM: 8 MB、64 MB まで拡張可能 (30 ピンSIMMスロット x 16)
- フロッピードライブ: 2.88 MB
- ハードドライブ: 105 MB、340 MB、400 MB、660 MB、1.4 GB または 2.8 GB SCSIドライブ
- ネットワークインターフェース: 10BASE-Tおよび10BASE2 イーサネット
- 拡張スロット: 4 つのNeXTbusスロット (メインボードは 1 つのスロットを使用)
- サイズ（高さ×幅×奥行き）：12インチ×12インチ×12インチ（305mm×305mm×305mm（±1mm））[2]

## その他
オリジナルのWorldWideWebとhttpdがこのマシン上で開発されたことでも有名である。
NeXT MODシステムとして、NeXT MegaPixel Display, NeXT Laser Printerともに、1990年グッドデザイン大賞を受賞。